# Pemba Dorje
Pemba Dorje és un Xerpa del Nepal que ha pujat diverses vegades a l'Everest. És conegut per tenir el rècord d'ascensió més ràpida a l'Everest, aconseguit el 21 de maig del 2004, amb 8h i 10 min i confirmat pel ministeri de turisme nepalí. Anteriorment havia pujat amb 12 hores i 45 minuts el 2003, però tres dies més tard Lakpa Gelu havia establert un nou rècord de 10 hores 56 minuts. Pemba Dorje havia reclamat el resultat, pensant que era fals, però el govern nepalès va declarar que era vàlid.